# Gisira
Gisira là một chi bướm đêm thuộc họ Erebidae.